# Raionul Znameanka, Kirovohrad
Znameanka (în ucraineană Знам`янський район, transliterat: Znameanskîi raion) este un raion în regiunea Kirovohrad, Ucraina. Reședința sa este orașul Znameanka.

## Demografie
Componența lingvistică a raionului Znameanka
     Ucraineană (93,32%)
     Rusă (5,1%)
     Alte limbi (1,02%)
Conform recensământului din 2001, majoritatea populației raionului Znameanka era vorbitoare de ucraineană (93,32%), existând în minoritate și vorbitori de rusă (5,1%).